# 筋原説
筋原説（きんげんせつ、myogenic hypothesis）とは、スイスの神経学者アルブレヒト・フォン・ハラー（w:Albrecht von Haller）が1754年に提唱した循環の自己調節における学説である。

## 内容
心臓は、神経とは関係なく筋肉によってポンプのように収縮するという説で、今の刺激伝導系の基となった考え方である。血管も神経やホルモンに関係なく血管壁の働きにより平滑筋が伸展し、反応して平滑筋が収縮するというウイリアム・ベイリスが提唱したベイリス効果の基となった考えである。この説が提唱された時はトーマス・ウィリスが提唱した神経原説が圧倒的多数を占めており、1906年に田原淳が田原結節を発見しこの説を証明するまで、100年以上にわたって繰り広げられた論争であった。

## 仮説
筋原説では、以下のような仮説により自己調節を説明する。
- 血圧上昇 ⇒ 動脈壁伸展 ⇒ 機能的細動脈収縮 ⇒ 血流抵抗上昇 ⇒ 血流量増大を相殺[2]。

ただし、前毛細血管括約筋が壁内外圧差に反応することから、以下のような修正説も考えられている。
- 血圧上昇 ⇒ 動脈壁伸展 ⇒ 前毛細血管括約筋収縮 ⇒ 内腔閉鎖の頻度高まり ⇒ 平均的血流抵抗上昇 ⇒ 血流量増大を相殺[2]。